# 富爾福德 (科羅拉多州)
富爾福德（英語：Fulford）是位於美國科羅拉多州伊格爾縣的一個人口普查指定地區。

## 地理
富爾福德的座標為39°30′54″N 106°39′23″W / 39.51500°N 106.65639°W，而該地最高點為海拔高度2999米（即9838英尺）。

## 人口
根據2010年美國人口普查的數據，富爾福德的面積為0.57平方千米，當中陸地面積為0.57平方千米，而水域面積為0.00平方千米。當地共有人口2人，而人口密度為每平方千米3人。